# Coronavirus-Testverordnung
Die Verordnung zum Anspruch auf Testung in Bezug auf einen direkten Erregernachweis des Coronavirus SARS-CoV-2 (Coronavirus-Testverordnung – TestV) ist eine im Zusammenhang mit der COVID-19-Pandemie in Deutschland erlassene Rechtsverordnung des Bundesgesundheitsministeriums.
Sie regelte bis zum 28. Februar 2023 den Anspruch auf Testung in Bezug auf einen direkten Erregernachweis des Coronavirus SARS-CoV-2 im Rahmen der Verfügbarkeit von Testkapazitäten.
Seit 1. März 2023 sind die Paragraphen, die den Anspruch auf Testung enthielten, aufgehoben. Die Verordnung an sich bleibt noch bis Ende 2024 in Kraft, um die Abrechnung der Testzentren abzuwickeln.

## Gesetzliche Ermächtigung
Mit dem Zweiten Bevölkerungsschutzgesetz war das Bundesgesundheitsministerium mit Wirkung zum 19. Mai 2020 in § 20i Absatz 3 Satz 2 SGB V ermächtigt worden, im Fall der Feststellung einer epidemischen Lage von nationaler Tragweite durch Rechtsverordnung  sowohl für Versicherte als auch Personen, die nicht in der gesetzlichen Krankenversicherung (GKV) versichert sind, einen Anspruch auf bestimmte Testungen für den Nachweis des Vorliegens einer Infektion mit dem Coronavirus SARS-CoV-2 oder auf das Vorhandensein von Antikörpern gegen das Coronavirus SARSCoV-2 zu bestimmen.
Mit der Verordnung zum Anspruch auf bestimmte Testungen für den Nachweis des Vorliegens einer Infektion mit dem Coronavirus SARS-CoV-2 vom 8. Juni 2020 hat das Bundesministerium für Gesundheit von dieser gesetzlichen Ermächtigung erstmals Gebrauch gemacht. Die Verordnung wurde im Folgenden weiterentwickelt, zuletzt durch die Coronavirus-Testverordnung vom 21. September 2021.
Von der Verordnung vom 8. Juni 2020 wurden insbesondere asymptomatische Personen erfasst, die außerhalb einer ambulanten Kranken- oder Krankenhausbehandlung auf das Vorliegen einer Infektion mit dem Coronavirus SARS-CoV-2 getestet werden sollten, wenn bei ihnen eine Infektion nahe lag oder „eine hohe Gefahr besteht, dass sie oder andere Personen in ihrem Umfeld bei Infektion mit dem Coronavirus SARS-CoV-2 besonders gefährdet wären.“
Es wurden zunächst insbesondere PCR-Testungen durchgeführt, weil nach dem Stand der damaligen medizinischen Wissenschaft noch ungeklärt war, inwieweit ein Antikörpernachweis mit dem Vorliegen einer Immunität korreliert.
Die Testungen werden durch die zuständigen Stellen des öffentlichen Gesundheitsdienstes der Länder oder durch beauftragte Dritte (insbesondere privat betriebene Testzentren) erbracht und zulasten der Liquiditätsreserve des Gesundheitsfonds über die Kassenärztlichen Vereinigungen mit dem Bundesamt für Soziale Sicherung (BAS) abgerechnet (§ 7 TestV). Das BAS hat in der Zeit vom 15. Juli 2020 bis zum 17. Januar 2022 Zahlungen nach der TestV in Höhe von insgesamt rund 7,5 Mrd. Euro geleistet.

## Einzelne Bestimmungen

### Anspruch auf Testung

#### Anspruchsberechtigte

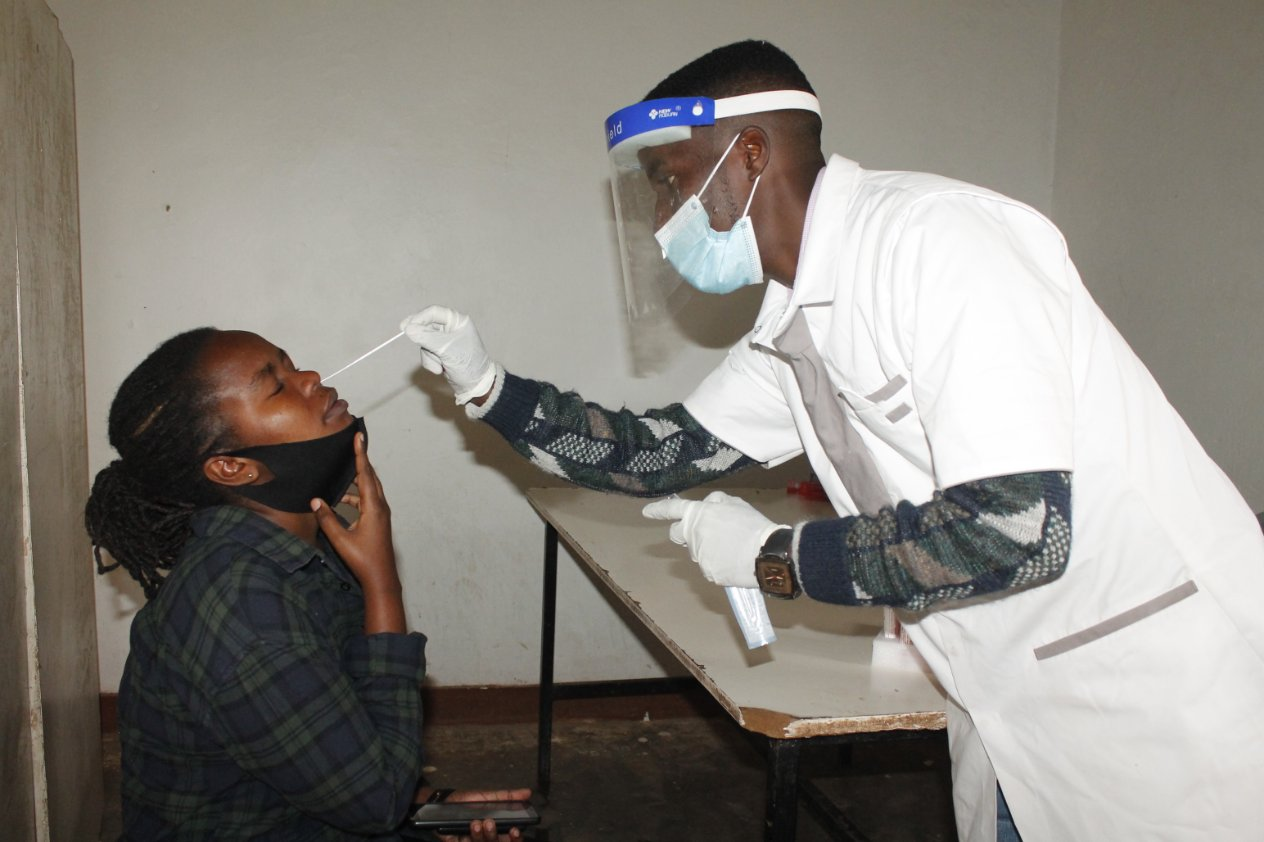
Entnahme von Körpermaterial durch einen Nasopharyngeal-Abstrich (Foto aus Ruanda)

Unabhängig von einer Versicherung in der gesetzlichen Krankenversicherung haben nach § 1 Abs. 1 und Abs. 2 TestV folgende asymptomatische Personen einen Anspruch auf Testung mittels PoC-Antigen-Tests:
- nachweislich infizierte Personen, Kontaktpersonen und Personen mit Voraufenthalt in Virusvariantengebieten (§ 2 TestV, § 2 Nr. 3a, § 5 Coronavirus-Einreiseverordnung, § 2 Nr. 17 IfSG). Für Personen, die durch die Corona-Warn-App des Robert Koch-Institutes eine Warnung mit der Statusanzeige erhöhtes Risiko erhalten haben, besteht seit dem 12. Februar 2022 kein Testanspruch mehr.
- Bewohner, Personal und Besucher bestimmter Einrichtungen wie Krankenhäuser und Altenheime (§ 3, § 4 TestV)
- Bürgertestung (PoC-Antigen-Test) für Personen, die die Voraussetzungen des  § 4a in der jeweils geltenden Fassung erfüllen (Nachweis der Voraussetzungen ist in § 6 Abs. 3 Nr. 4 TestV geregelt)
- bestätigende Diagnostik nach einem positiven Antigen-Test (auch zur Selbstanwendung) oder einem positiven Pooling-Test mittels eines Nukleinsäurenachweises  (§ 4b TestV).[6][7] Eine Änderung der Nationalen Impfstrategie sieht seit dem 12. Februar 2022 vor, in der Regel zunächst einen zertifizierten Sars-CoV-2-Antigen-Test durchzuführen. Im Falle eines positiven Ergebnisses kann dieses mit einem PCR-Test bestätigt werden.[8]

Der Anspruch umfasst
1. das Gespräch mit der zu testenden Person im Zusammenhang mit der Testung,
2. die Entnahme von Körpermaterial,
3. die Diagnostik und
4. die Ergebnismitteilung und die Ausstellung eines COVID-19-Test- oder Genesenenzertifikats im Sinne der § 22a Abs. 6 und Abs. 7 des Infektionsschutzgesetzes (digitales COVID-Zertifikat der EU)

Der Anspruch besteht nur im Rahmen der Verfügbarkeit von Testkapazitäten (§ 1 Abs. 1 Satz 1 TestV) und darf eine bestimmte Häufigkeit pro Person nicht überschreiten (§ 5 TestV).

#### Eigenanteil
Bestimmte Anspruchsberechtigte mussten seit dem 30. Juni 2022 einen Eigenanteil in Höhe von 3 Euro an den Leistungserbringer leisten (§ 4a Abs. 2 TestV a. F.). Das galt für
- Personen, die an dem Tag, an dem die Testung erfolgt,
  - eine Veranstaltung in einem Innenraum besuchen wollten oder
  - zu einer Person Kontakt haben wollten, die
    - das 60. Lebensjahr vollendet hatte oder
    - aufgrund einer Vorerkrankung oder Behinderung ein hohes Risiko aufwies, schwer an COVID-19 zu erkranken,
- Personen, die durch die Corona-Warn-App des Robert Koch-Instituts eine Warnung mit der Statusanzeige erhöhtes Risiko erhalten haben.

Der Eigenanteil konnte auch von dem Land getragen werden, in dem die Testung durchgeführt wurde.
Auch für Bürgertests mit Eigenbeteiligung musste der Anspruch auf Testung nachgewiesen werden, etwa durch Vorlage der Eintrittskarte für eine Veranstaltung, dem Vorzeigen der Corona-Warn-App oder bei Kontakten mit Risikopatienten einer Selbstauskunft, die auf einem Formblatt oder im Rahmen eines digitalen Registrierungsvorgangs festgehalten wird. Dieser „überbordende Regelungsansatz,“ dessen Bestimmungen nicht nachprüfbar seien und deren Einhaltung dementsprechend nicht kontrolliert werden können, begünstigte nach Ansicht der Kassenärztlichen Bundesvereinigung allgemein Betrug und normwidriges Verhalten. Es wurde befürchtet, dass trotz Zuzahlung der Abstrich von den Leistungserbringern weiterhin für 7,00 Euro mit der örtlichen Kassenärztlichen Vereinigung abgerechnet werde.
Am 25. November 2022 wurden der Testanspruch für die o. g. Personengruppen und damit auch die Regelungen zum Eigenanteil abgeschafft.

#### Vergütung der Leistungserbringer
Die für die Tests anfallenden Kosten werden durch Zahlung des Bundesamts für Soziale Sicherung  (BAS) aus der Liquiditätsreserve des Gesundheitsfonds an die Kassenärztlichen Vereinigungen getragen, welche die Vergütung an die Leistungserbringer weitergeben.
Der Gesundheitsfonds zahlte gemäß Veröffentlichung des Bundesamtes für Soziale Sicherung (BAS) bis zum 15. März 2022 rund 10,7 Mrd. Euro und bis zum 19. April 2022 rund 12,3 Mrd. Euro für Leistungen aufgrund der Coronavirus-Testverordnung aus.
Zum 1. Juli 2022 wurde die an die berechtigten Leistungserbringer zu zahlende Vergütung für die Leistungen der Labordiagnostik mittels eines Nukleinsäurenachweises einschließlich der allgemeinen ärztlichen Laborleistungen, Versandmaterial und Transportkosten von 43,56 Euro auf 32,39 Euro je Testung gesenkt (§ 9 Satz 1 TestV), die Pauschale für selbst beschaffte PoC-Antigen-Tests und Antigen-Tests zur Eigenanwendung von 3,50 Euro auf 2,50 Euro (§ 11 Satz 1 TestV).

#### Abrechnungsbetrug
Die Kassenärztliche Vereinigung prüft die Plausibilität der Abrechnungen bezogen auf den jeweiligen Leistungserbringer (§ 7a Abs. 1 TestV). Festgestellte unrichtige Abrechnungen werden korrigiert, Auszahlungen ausgesetzt oder Rückforderungsbeträge mit berechtigten Zahlungsansprüchen der Leistungserbringer verrechnet. Schließlich kommt es zu Rückforderungen der KVen. Eine Rückforderung erfolgt nur dann, wenn ein Auszahlungsstopp oder eine Verrechnung nicht mehr möglich ist.
Die KV soll außerdem die Staatsanwaltschaft unterrichten, wenn die Prüfung ergibt, dass ein Verdacht auf strafbare Handlungen besteht (§ 7a Abs. 4 TestV). Es gibt bundesweit Verdachtsfälle. Allein die Berliner Polizei hat 260 Ermittlungsverfahren wegen des Verdachts des Abrechnungsbetrugs mit Corona-Tests eingeleitet. Ermittler vermuten aufgrund mangelhafter Kontrollen bei privat betriebenen Testzentren einen Schaden in Milliardenhöhe.

### Leistungserbringer
Den Test dürfen gem. § 6 TestV durchführen

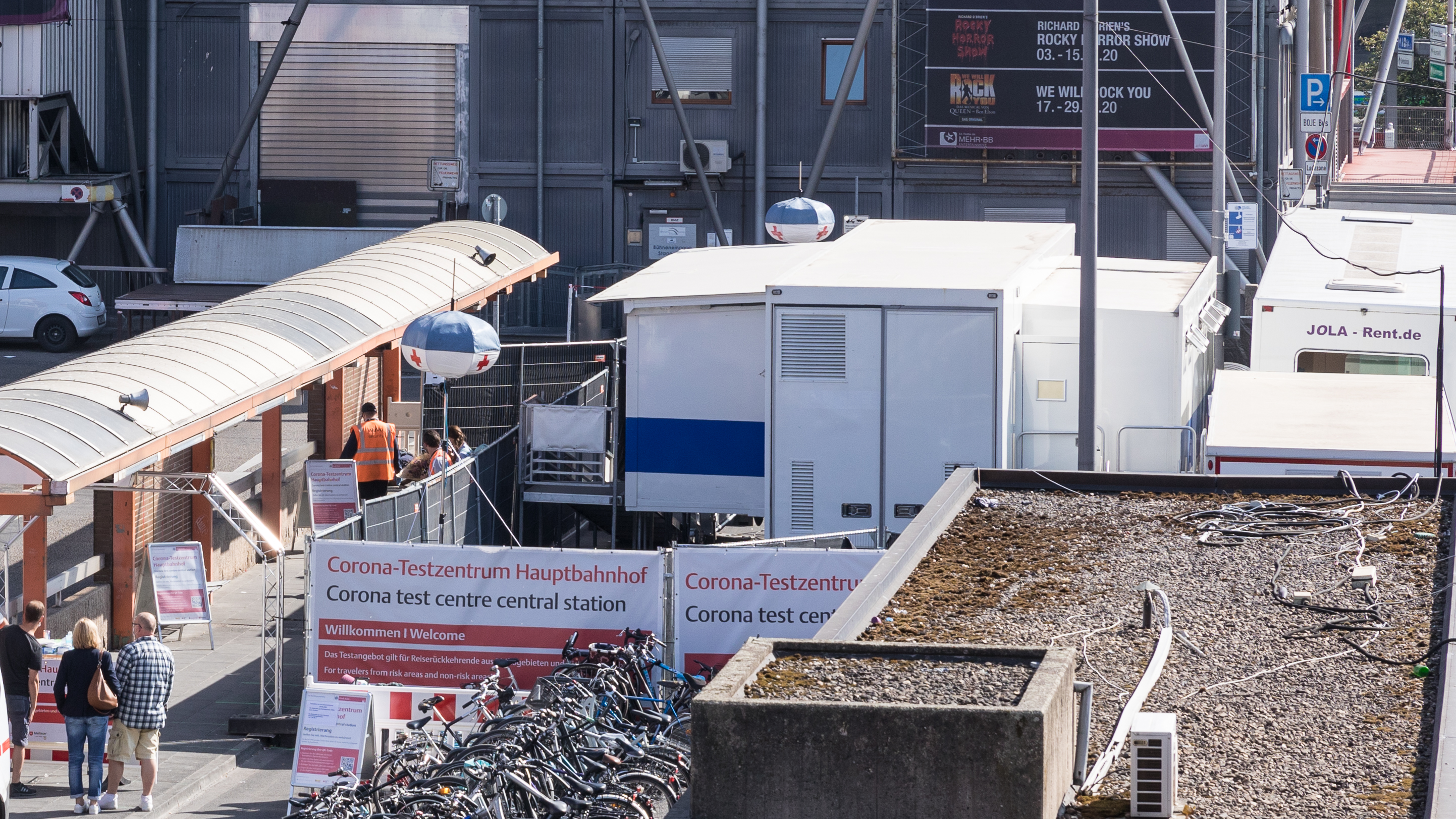
Corona-Testzentrum am Kölner Hauptbahnhof (18. September 2020)

1. die zuständigen Stellen des öffentlichen Gesundheitsdienstes und die von ihnen betriebenen Testzentren,
2. als weitere Leistungserbringer beauftragte Dritte,[20][21] wenn sie die erforderliche Zuverlässigkeit aufweisen und sich zur Verschwiegenheit verpflichten (§ 6 Abs. 2 TestV) sowie
3. Arztpraxen, Zahnarztpraxen, Apotheken, medizinische Labore, Rettungs- und Hilfsorganisationen und die von den Kassenärztlichen Vereinigungen betriebenen Testzentren.

### Diagnostische Methoden
Zur Diagnostik gehören gem. § 1 Abs. 1 Satz 3–6 TestV eine Labordiagnostik mittels Nukleinsäurenachweis, eine variantenspezifische PCR-Testung oder eine Diagnostik durch Antigen-Test. Zur Diagnostik durch Antigen-Test gehören eine Labordiagnostik mittels Antigen-Test, ein Antigen-Test zur patientennahen Anwendung durch Dritte (PoC-Antigen-Test) sowie ein überwachter Antigen-Test zur Eigenanwendung. Die Diagnostik mittels PoC-Antigen-Tests oder überwachter Antigen-Tests zur Eigenanwendung muss mittels Antigen-Tests erfolgen, die die durch das Paul-Ehrlich-Institut in Abstimmung mit dem Robert Koch-Institut festgelegten Mindestkriterien für Antigen-Tests erfüllen.

## Bisherige Coronavirus-TestV
- Verordnung zum Anspruch auf bestimmte Testungen für den Nachweis des Vorliegens einer Infektion mit dem Coronavirus SARS-CoV-2 vom 8. Juni 2020, BAnz AT 09.06.2020 V1[23]
- Coronavirus-Testverordnung – TestV vom 14. Oktober 2020, BAnz AT 14.10.2020 V1[24]
- Coronavirus-Testverordnung – TestV vom 30. November 2020, BAnz AT 01.12.2020 V1
- Coronavirus-Testverordnung – TestV vom 27. Januar 2021, BAnz AT 27.01.2021 V2[25]
- Coronavirus-Testverordnung – TestV vom 8. März 2021, BAnz AT 09.03.2021 V1[26]
- Coronavirus-Testverordnung – TestV vom 24. Juni 2021, BAnz AT 25.06.2021 V1[27]
- Coronavirus-Testverordnung – TestV vom 21. September 2021, BAnz AT 21.09.2021 V1[28]